# Зачопки
Зачопки (пол. Zaczopki) — деревня в Бяльском повете Люблинского воеводства Польши. Входит в состав гмины Рокитно. По данным переписи 2011 года, в деревне проживало 189 человек.

## География
Деревня расположена на востоке Польши, к югу от реки Западный Буг, вблизи государственной границы с Белоруссией, на расстоянии приблизительно 23 километров северо-востоку от города Бяла-Подляска, административного центра повета. Абсолютная высота — 125 метров над уровнем моря. Через населённый пункт проходит региональная автодорога 698.

## История
В конце XVIII века деревня входила в состав Брестского повета Великого княжества Литовского. По данным на 1827 год имелся 41 двор и проживало 297 человек. Согласно «Справочной книжке Седлецкой губернии на 1875 год» деревня входила в состав гмины Богукалы Константиновского уезда Седлецкой губернии. В период с 1975 по 1998 годы Зачопки входили в состав Бяльскоподляского воеводства.

## Население
Демографическая структура по состоянию на 31 марта 2011 года:
|         | Всего | До трудоспособного возраста | Трудоспособного возраста | Старше трудоспособного возраста |
| ------- | ----- | --------------------------- | ------------------------ | ------------------------------- |
| Мужчины | 91    | 19                          | 57                       | 15                              |
| Женщины | 98    | 23                          | 47                       | 39                              |
| Всего   | 189   | 31                          | 104                      | 54                              |